# Palacio Arzobispal de Lima
El Palacio Arzobispal de Lima es la residencia del arzobispo de Lima y la sede administrativa de la Arquidiócesis de Lima, en él se encontraban las oficinas administrativas del Arzobispado de Lima. Hoy abre sus puertas como Museo y forma parte de los Museos Arzobispales de Lima. 
Se encuentra ubicado en la plaza Mayor del centro histórico de Lima, en la esquina que forman los jirones Junín y Carabaya.

## Historia
El palacio Arzobispal de Lima se encuentra ubicado en la manzana que Francisco Pizarro destinó, luego de la fundación de la ciudad el 18 de enero de 1535, para que sea la casa episcopal, siendo usado aquel lugar como sede del cabildo de Lima en los primeros años del Virreinato. La antigua sede del Arzobispado contaba en su fachada con balcones de diferentes diseños a lo largo de su fachada y varios accesos, sobre uno de los cuales se mostraba el escudo de la Arquidiócesis, en la Plaza Mayor.
El patio contaba con una galería de arcos en el primer nivel y delgadas columnas de madera en el segundo, en una armoniosa composición. La fachada del antiguo palacio fue demolida a finales del siglo XIX junto con parte de la parroquia del Sagrado, para ser alineada con el exterior de la catedral de Lima. El resto del palacio fue destruido en los años posteriores.
La edificación actual fue inaugurada el 8 de diciembre de 1924, día de la Inmaculada Concepción, como símbolo de la armonía existente entre la Iglesia católica y el Estado, siendo Arzobispo de Lima Emilio Lissón. El palacio es considerado como el primer ejemplo del estilo arquitectónico neocolonial que se desarrolló en Lima durante el siglo XX.
El edificio fue diseñado por el arquitecto polaco Ricardo de Jaxa Malachowski, quien tomó como referencia el diseño del Palacio de Torre Tagle. Erigido junto a la iglesia del Sagrario y a la catedral, antiguamente la cuarta parte de la manzana estuvo destinado para la policía formándose la primera comisaría y la primera cárcel de la ciudad. Después el papa Paulo III erigió este templo como basílica catedral primada, luego como se conoce actualmente local del Arzobispado.
Sus otros autores fueron Claude Antoine Sahut Laurent y el ingeniero civil Enrique Mogrovejo constructor de la obra.

## Descripción
La fachada del palacio Arzobispal de Lima es de estilo arquitectónico neocolonial, presenta elementos característicos del barroco y está hecha totalmente de piedra reintegrada. Sobre la puerta central o principal, que es de estilo neoplateresco, se hallan dos grandes balcones, de estilo neobarroco, tallados en madera de cedro y que reflejan el sensualismo de Andalucía.
En la parte final rematando el edificio se halla la escultura en granito de Santo Toribio de Mogrovejo patrono protector del Arzobispado, también presenta en la fachada dos astas: una para la bandera del Perú y otra para la del Vaticano. Interiormente es totalmente ornamentado; puede verse una escultura de Santa Bárbara, el techo está iluminado con un vitral de lunas francesas que permiten la entrada de la luz, las escaleras, de estilo imperio, son de mármol y con barandales de madera que dan acceso al segundo piso en el cual hay una capilla con altar barroco.

## Galería

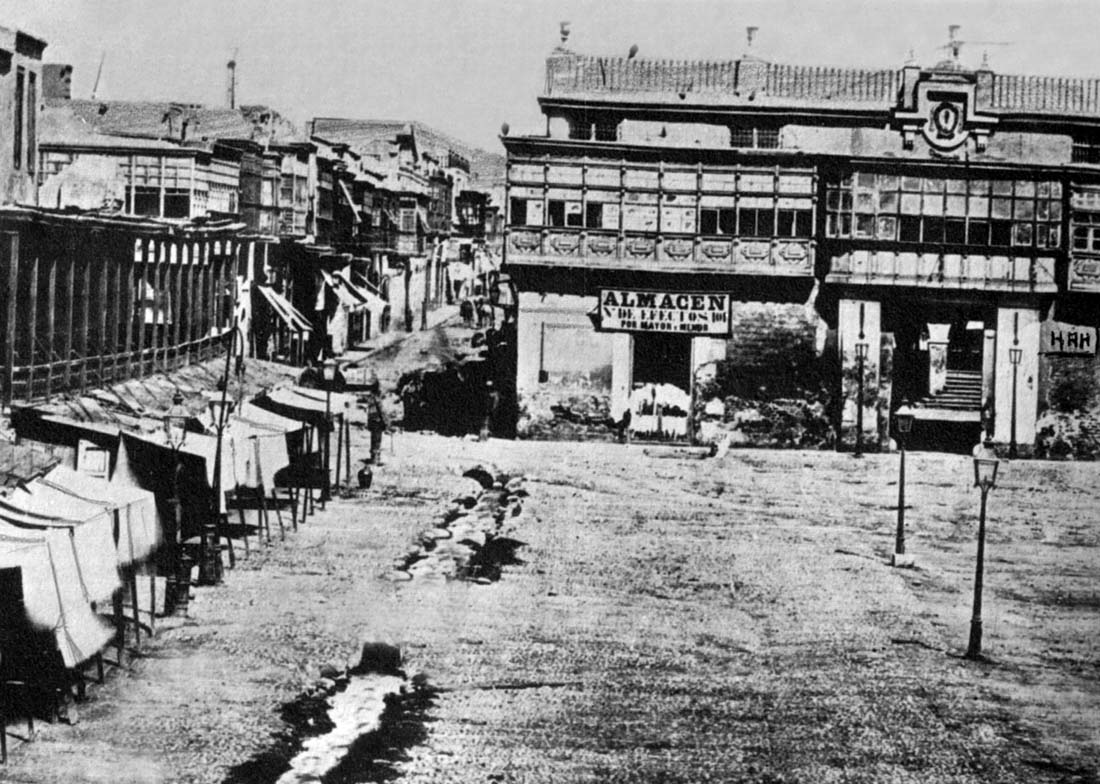
Vista del antiguo Palacio Arzobispal en 1860
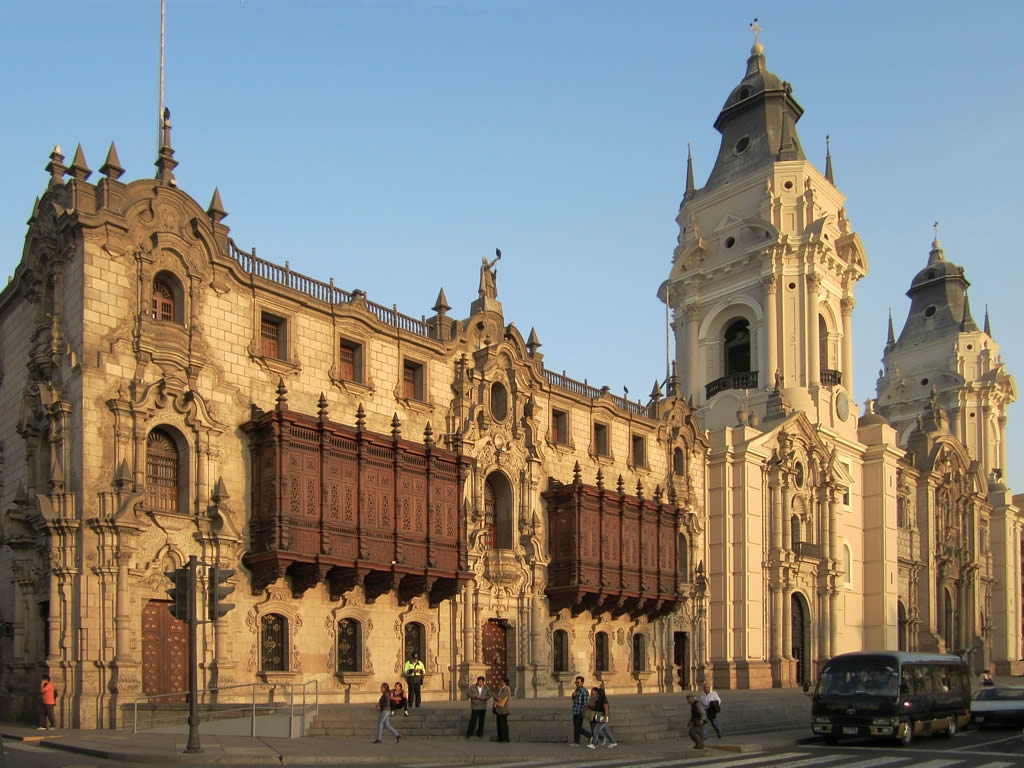
Vista del palacio junto a la Catedral de Lima
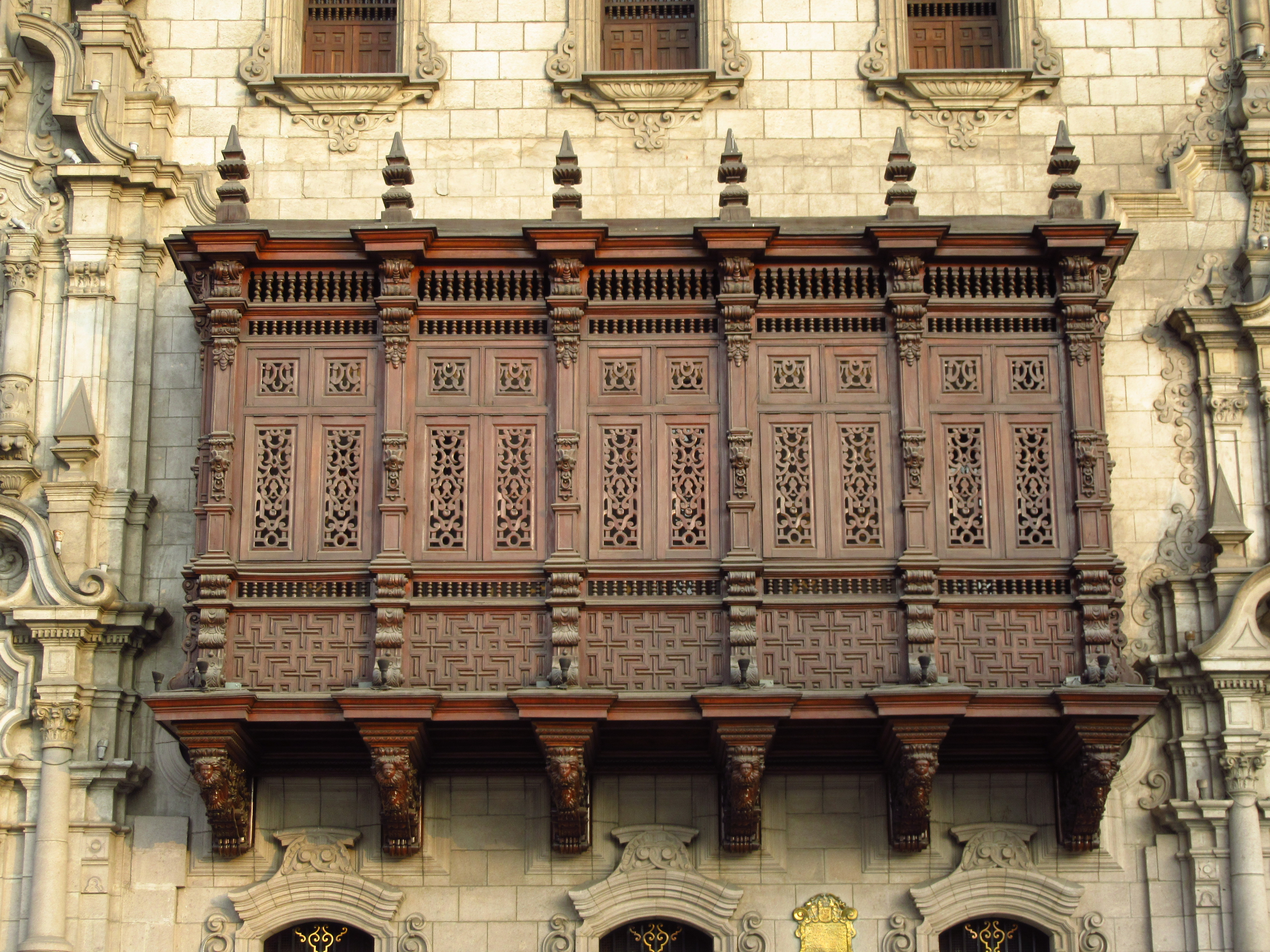
Balcón Torre Tagle del Palacio Arzobispal
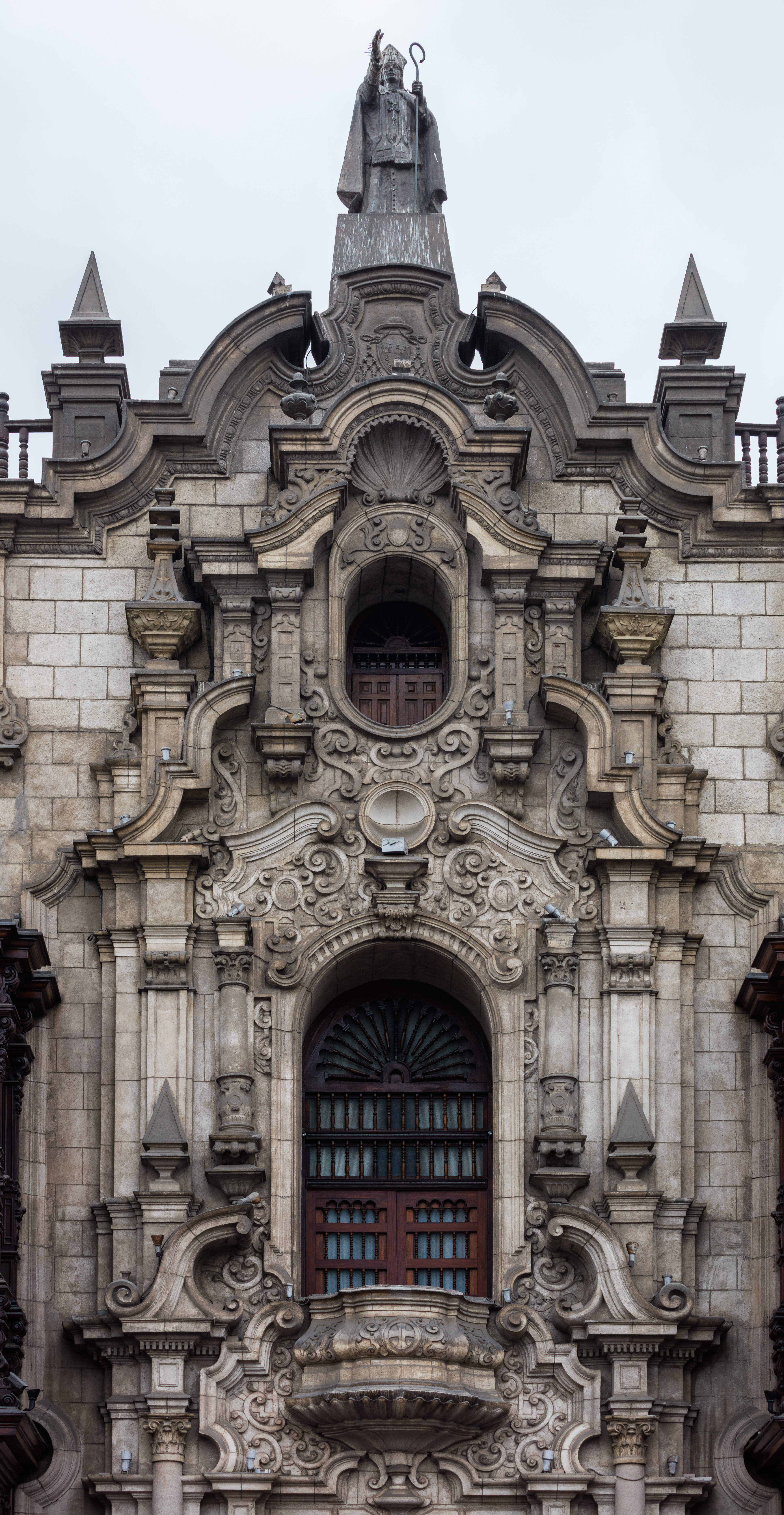
Detalle de la fachada
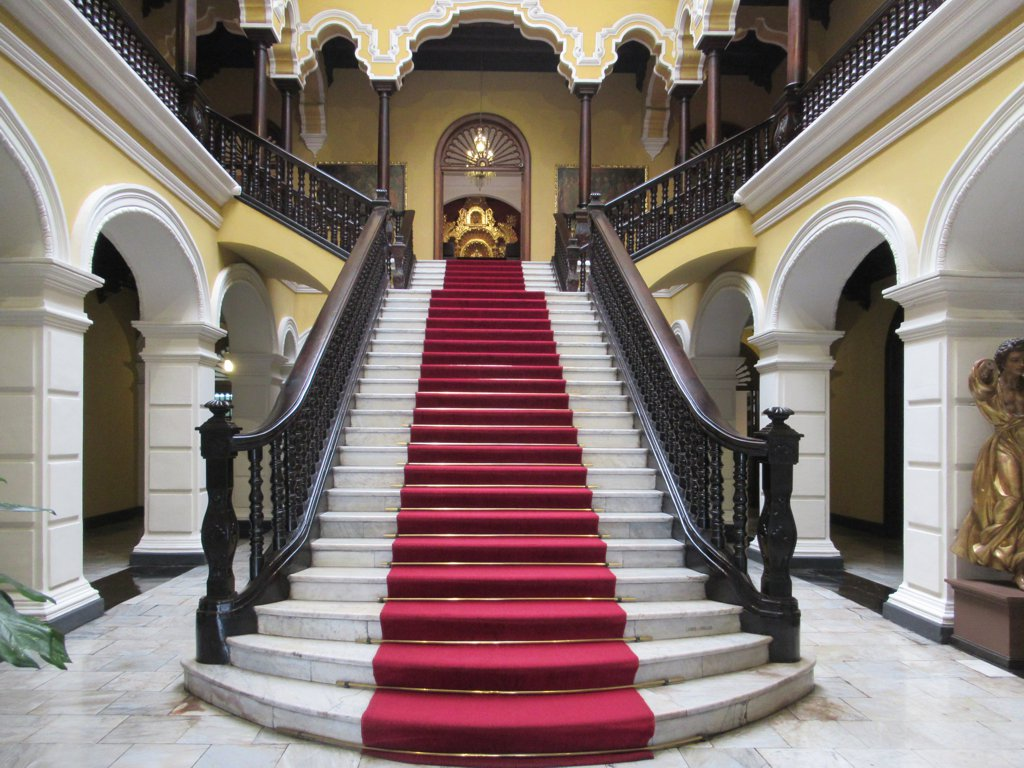
Escaleras interiores